# Замятин, Александр Фёдорович
Алекса́ндр Фёдорович Замя́тин (1875, станция Волхово, Новгородская губерния — после 1940) — протоиерей Русской православной церкви, богослов. Магистр богословия (1904); ректор Донской (1907—1909), Подольской (1909—1917), Читинской (1917—1919), Тобольской (1919—1920) духовных семинарий.

## Биография
Александр Замятин родился в 1875 году на станции Волхово Новгородской губернии в крестьянской семье.
Окончил полный курс Новгородской духовной семинарии (1895) и Киевской духовной академии. В 1899 году защитил степень кандидата богословия. В 1899—1900 годах состоял профессором-стипендиатом при Киевской духовной академии. В июле 1900 года был назначен преподавателем основного, догматического и нравственного богословия в Псковскую духовную семинарию. В 1900—1907 годы преподавал в семинарии немецкий язык, в 1903—1907 годах был надзирателем за воспитанием, в 1904—1907 годах был с перерывами инспектором семинарии. В 1901—1906 годах — староста церкви Трёх Святителей при семинарии. В 1906 году был рукоположён архиепископом Псковским Арсением (Сдадницким) к Трёхсвятительской церкви.
В 1904 году за сочинение «Покаяние и его значение для нравственной жизни христианина» был удостоен советом Киевской духовной академии степени магистра богословия.
В 1907 году был назначен ректором Донской духовной семинарии и возведён в сан протоиерея. В 1908 году был назначен на должность редактора «Донских епархиальных ведомостей». Около полутора месяцев осенью 1908 года по прошению наказного атамана Донского войска возглавлял комитет по мерам улучшения поведения учащихся.
В 1909 году указом Святого Синода был перемещён ректором в Подольскую духовную семинарию. В 1910—1914 годах — председатель совета Каменецкого Иоанно-Предтеченского братства.
Летом 1917 года был назначен ректором Читинской духовной семинарии. В 1918—1919 годах преподавал в старших классах Читинской мужской гимназии закон божий.
В апреле 1919 года постановлением Высшего временного церковного управления по собственному прошению был перемещён ректором в Тобольскую духовную семинарию. После закрытия семинарии в результате выхода декрета советской власти в июне 1920 года был назначен настоятелем Знаменского собора в Тюмени. В августе 1921 года был перемещён настоятелем церкви Леушинского монастырского прихода.
В феврале 1923 года Леушинский Иоанно-Предтеченский церковно-приходской совет написал на имя епископа Кирилловского викария Новгородского Тихона (Тихомирова) ходатайство о награждении Замятина митрой «за ревностное и усердное отношение к своим пастырским обязанностям» и за многолетнюю службу.
В 1930 году служил в одной из церквей Новгорода, был арестован по обвинению «в хищении церковного имущества» и оправдан по суду за полным отсутствием доказательств.
Служил в Петропавловской церкви села Голина. 16 мая 1936 года был вторично арестован по делу архиепископа Новгородского и Старорусского Венедикта (Плотникова) и 15 ноября 1936 года приговорён к 3 годам исправительно-трудовых лагерей. При аресте у Замятина была изъята рукопись докторской диссертации. Отбывал заключение в исправительно-трудовом лагере близ Кирилло-Белозерского монастыря.
Умер после 1940 года. Имя Александра Фёдоровича Замятина внесено в мартиролог священнослужителей и монашествующих Новгородской епархии — жертв политических репрессий 1918—1938 годов.

## Награды

### Светские
- Орден Станислава 3 степени (1905)
- Орден Святой Анны 2 степени (1912)
- Орден Святого Владимира 4 степени (1914)

### Церковные
- Камилавка (1895)
- Набедренник (1906)
- Золотой наперсный крест (1908)
- Грамота Святейшего Синода (1915)
- Палица (1917)